# Leptonesiotes
Leptonesiotes es un género de insecto coleóptero de la familia Chrysomelidae.

## Especies
- Leptonesiotes cyanospila (Suffrian, 1867)
- Leptonesiotes quadrimaculata Blake, 1959
- Leptonesiotes semicyaneus (Suffrian, 1867)
- Leptonesiotes virkkii Santiago-Blay, Poinar & Craig, 1996